# Ascaris lumbricoides
Ascaris lumbricoides és un nematode paràsit de l'intestí prim que causa ascariosi en humans. És el paràsit més comú, i s'estima que una sisena part de la població mundial és infectada per aquest cuc en algun moment de la seva vida. És el risc d'infecció més gran en àrees tropicals i subtropicals.
En els porcs es troba una espècie pràcticament idèntica, anomenada Ascaris suum.

## Morfologia
Ascaris lumbricoides es caracteritza per la seva gran mida. Els mascles fan 2-4 mm de diàmetre i 15-31 cm de llarg. L'extrem posterior del mascle és corbat ventralment i té una cua amb dues espícules per copular. Les femelles fan entre 3 i 6 mm de diàmetre i 20-49 cm de llarg. Presenten tres llavis grossos (un ventral i dos dorsolaterals) a l'extrem anterior. La vulva es troba a l'extrem anterior i representa aproximadament un terç de la seva longitud corporal. L'úter pot contenir fins a 27 milions d'ous alhora, amb 200.000 posats cada dia.
Els ous fecundats són de forma ovalada o rodona, amb una coberta protectora formada per tres capes (una interna vitelina, una mitjana transparent i una externa mamelonada-albuminoide) i a l'interior una massa granular on s'originarà la larva. 

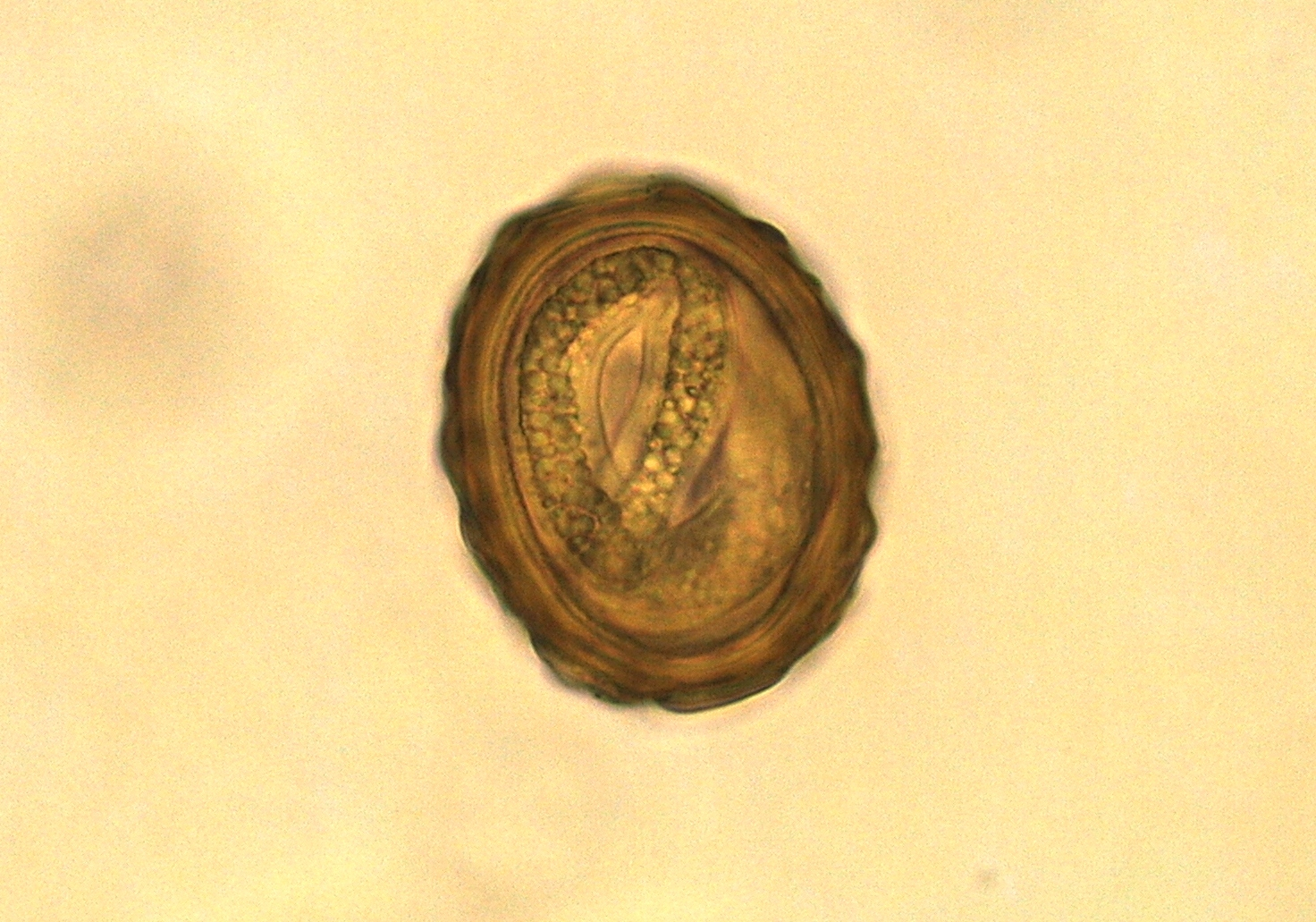
Ou fèrtil dAscaris lumbricoides

Els ous infèrtils provenen de femelles no fecundades i s'observen menys sovint. Són més irregulars i allargats, amb una sola capa, generalment. No infecten, però tenen importància diagnòstica.

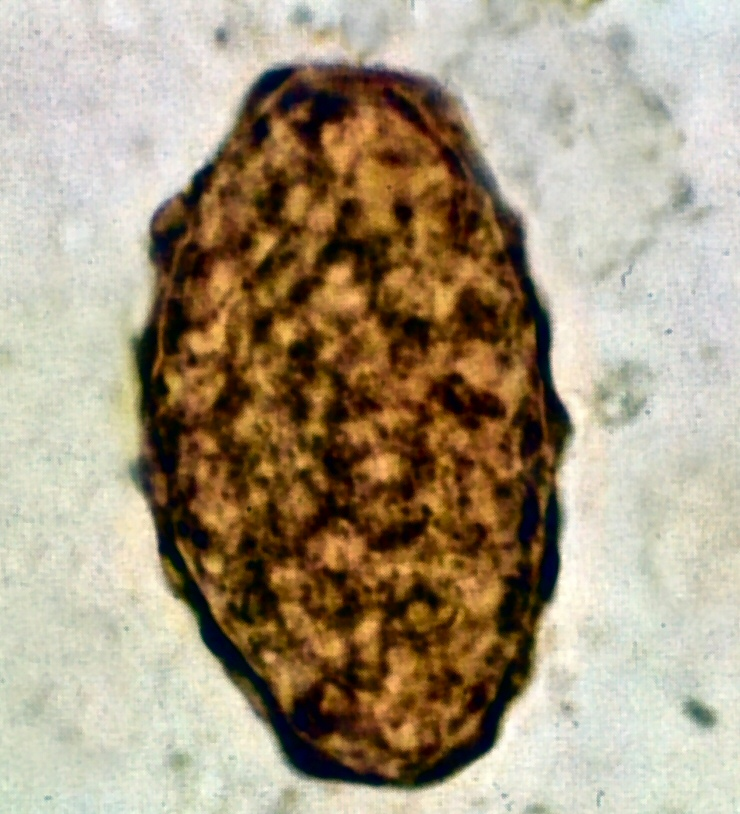
Ou no fèrtil dAscaris lumbricoides

## Cicle vital
Ascaris lumbricoides, un cuc rodó, infecta els humans per la via fecal-oral.

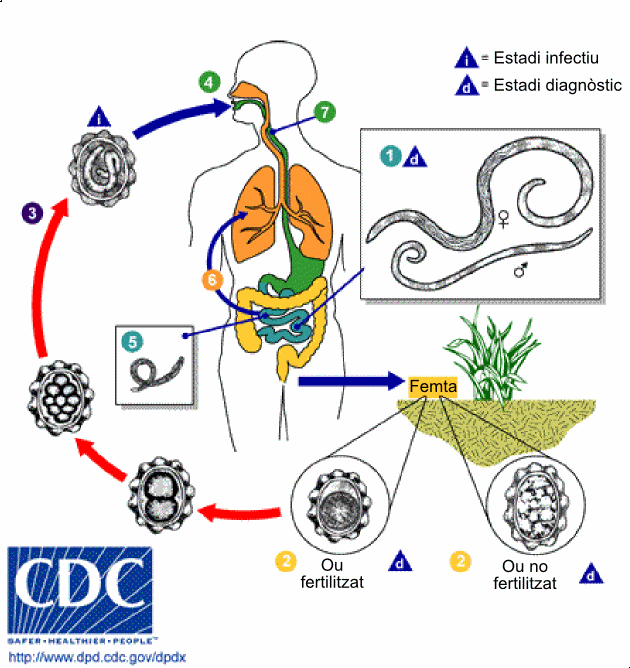
Cicle vital de l'Ascaris lumbricoides

Els ous alliberats per les femelles adultes s'alliberen per les femtes. Sovint s'observen ous no fecundats en mostres fecals, que no són infectius. Els ous fecundats embrionen i es tornen infectius entre 18 dies i diverses setmanes al sòl, en funció de les condicions ambientals (òptim: sòl humit, càlid i ombrejat).
La infecció té lloc quan un individu empassa aigua o aliments contaminats amb ous embrionats. Al duodè, una única larva rabditiforme eclosiona de cadascun dels ous ingerits. Aquestes penetren a la mucosa i submucosa i entren a les vènules o vasos sanguinis. A partir d'aquí, passen pel cor per entrar a la circulació pulmonar. Aleshores, les larves trenquen les parets dels capil·lars alveolars per entrar als alvèols, i d'allí cap als bronquíols, als bronquis i finalment a la tràquea. Es pot produir una reacció aguda si algun dels cucs es perden durant aquest procés de migració i s'acumulen en altres òrgans del cos.
Un cop a la tràquea, els cucs són deglutits, passen per l'estómac i de nou a l'intestí prim, on maduren i es converteixen en cucs adults. Aquests comencen a produir ous fecundats entre 60 i 65 dies després de ser empassats; les femelles produeixen fins a 200.000 ous al dia durant 12 a 18 mesos. Aquests ous fecundats es tornen infeccioses després de dues setmanes al sòl, on poden persistir durant 10 anys o més.
Els ous tenen una capa lipídica que els fa resistents de les substàncies àcides i alcalines, així com d'altres productes químics. Aquesta resiliència ajuda a explicar per què aquest nematode és un paràsit tant ubic.

## Infecció
La infecció per aquest paràsit és freqüent en zones on el sanejament és deficient, i les femtes humanes crues s'usen com a fertilitzant.

### Símptomes
En una infecció menor causada per A. lumbricoides sovint no hi ha simptomatologia. En el cas de les infeccions greus, els símptomes solen incloure esput sanguinolent, tos, febre, molèsties abdominals, úlceres intestinals, etc. L'ascariasi és la causa més comuna de la síndrome de Löffler a tot el món. Els símptomes patològics acompanyants inclouen la infiltració pulmonar, l'eosinofília (símptomes de la sobreabundància d'eosinòfils a la sang, com ara l'asma i les reaccions al·lèrgiques), la microscòpia estàndard de les femtes i les opacitats radiogràfiques.

### Prevenció
La prevenció de qualsevol malaltia de transmissió fecal requereix hàbits higiènics i sistemes de tractament fecal eficaços. Això és particularment important amb A. lumbricoides perquè els seus ous són un dels patògens més difícils de matar (després dels prions), i els ous solen sobreviure entre 1 i 3 anys.
A. lumbricoides viu a l'intestí on pon els ous. La infecció es produeix quan es mengen els ous, massa petits per ser vists a ull nu. Els ous poden arribar a les verdures quan les femtes humanes de persones infectades processades incorrectament s'utilitzen com a fertilitzant pels cultius alimentaris. La infecció es pot produir quan es manipulen els aliments sense treure o matar els ous de les mans, la roba, el cabell, les verdures/fruites crues o els aliments cuinats (re)infectats pels manipuladors, recipients, etc. El lleixiu no mata fàcilment els ous d'A. lumbricoides, però eliminarà la seva pel·lícula enganxosa, per permetre que els ous s'esbandeixin. Els ous d'A. lumbricoides es poden reduir mitjançant mètodes de compostatge calent, però per matar-los completament es necessita alcohol, iode, productes químics especialitzats, calor de cocció o compostatge "inusualment" calent (per exemple, més de 50 °C (122 °F) durant 24 hores).
L'àcid acètic, que es troba al vinagre, mata efectivament els ous d'A. lumbricoides a les superfícies vegetals en 30 minuts amb una concentració del 5% de la solució.

### Tractament
Els medicaments que s'utilitzen per matar els cucs rodons s'anomenen ascaricides. Els recomanats per l'Organització Mundial de la Salut per a l'ascariasi són: albendazol, mebendazol, levamisol i pamoat de pirantel. Són efectius per eliminar els paràsits i els ous dels intestins. Altres agents efectius inclouen la tribendimidina i la nitazoxanida. L'albendazol està contraindicat durant l'embaràs i els nens menors de dos anys. El tiabendazol pot provocar la migració del cuc a l'esòfag, de manera que normalment es combina amb piperazina.
La piperazina és un agent paralitzant flàccid que bloqueja la resposta del múscul Ascaris a l'acetilcolina, que immobilitza el cuc. Evita la migració quan el tractament es realitza amb fàrmacs febles com el tiabendazol. Si s'utilitza per si mateix, fa que el cuc es passi a les femtes i es pot utilitzar quan els cucs han causat un bloqueig de l'intestí o del conducte biliar.
Els corticoides poden tractar alguns dels símptomes, com ara la inflamació.